# Gordianus II
Gordianus II, född omkring 192, död 12 april 238 i Karthago, blev romersk kejsare den 22 mars 238 som Marcus Antonius Gordianus Sempronianus Romanus Africanus (samma kejsarnamn som fadern). Gordianus II regerade tillsammans med sin far Gordianus I och stupade i strid när han försvarade Karthago mot romerska trupper.

## Gordianus I och II, kejsare i tjugo dagar
Maximinus Thrax kostsamma krig hade lett till tunga skattebördor för romarna, i synnerhet för de besuttna. Motreaktionen kom i provinsen Africa Proconsularis där indrivningen varit ovanligt aggressiv. En grupp unga aristokrater mördade i januari 238 den ekonomiske prokuratorn från Rom och tvingade sedan guvernören, Gordianus I, att utropa sig till kejsare. Från Karthago skickade Gordianus bud till senaten som gav både honom och sonen Gordianus II titeln Augustus.
Revolten blev kortlivad. Guvernören i grannprovinsen Numidien (lat. Numidia) var en gammal ovän till Gordianus; han tog tredje legionen, vilket var den enda legionen i området, till Karthago, där den snabbt övermannade den lokala milisen. Gordianus II dog i striderna och när Gordianus I fick reda på det hängde han sig. De hade då varit kejsare i tjugo dagar.